# RTL De Journal
De Journal (voorheen Hei Elei Journaal) is het nieuwsprogramma van de Luxemburgse omroep RTL Télé Lëtzebuerg.
De Journal wordt ook in Nederland uitgezonden op RTL 5, een kanaal van de RTL Group. De RTL-zenders zenden uit op een Luxemburgse licentie en het uitzenden van het journaal dient om deze band te bevestigen.
De uitzendingen van het journaal zijn in het Luxemburgs en worden niet ondertiteld. In Nederland wordt het programma anno 2023 dagelijks in de vroege ochtend (rond 5.30 uur) uitgezonden op RTL 5. Tot aan 2022 was het programma ook te zien om 05.00 uur bij de Franstalige Belgische zender Club RTL, maar hier kwam na de verkoop aan DPG Media en Groupe Rossel van de Franstalig Belgische tv-activiteiten een einde aan nadat de nieuwe eigenaren de zender officieel Belgisch maakten. Het was als Hei Elei Journaal de opvolger van het wekelijkse nieuwsprogramma Hei Elei Kuck Elei, dat tot begin jaren 90 werd uitgezonden en zoveel betekent als Hee jij daar, kijk eens hier. In 1995 werd de naam in Luxemburg in De Journal veranderd maar in Nederland bleef het programma tot maart 2011 onder de naam Hei Elei Journaal aangekondigd.
Enkele presentatoren waren Caroline Mart, Franck Goetz en Mariette Zenners.